# Lista okrętów badawczych Royal Navy

## Aktywne okręty
- Antarktyczny okręt patrolowy 
  - HMS Endurance (II)

- Oceaniczny okręt badawczy 
  - HMS "Scott"

- Przybrzeżne okręty badawcze
  - HMS "Roebuck"
  - HMS "Gleaner"

- Okręty hydrograficzne typu Echo
  - HMS "Echo"
  - HMS "Enterprise"

## Okręty wycofane ze służby
(Lista niekompletna)
- Antarktyczne okręt patrolowy 
  - HMS "Endurance" (I)
  - HMS "Protector"
- Oceaniczne okręty badawcze
  - HMS "Hecla"
  - HMS "Hecate"
  - HMS "Hydra"
  - HMS "Herald"
- Przybrzeżne okręty badawcze
  - HMS "Bulldog"
  - HMS "Beagle"
  - HMS "Fox"
  - HMS "Fawn"
- Małe okręty badawcze
  - Okręty badawcze typu Echo (1957)
    - HMS "Echo"
    - HMS "Enterprise"
    - HMS "Egeria"

  - Przerobione trałowce typu Ham
    - HMS "Waterwitch"
    - HMS "Woodlark"
- Wczesne okręty badawcze
  - HMS "Dampier"
  - HMS "Owen"
  - HMS "Scott"
  - HMS "Vidal"